# Melanochaetomyia rubrohalterata
Melanochaetomyia rubrohalterata är en tvåvingeart som beskrevs av Cherian 2002. Melanochaetomyia rubrohalterata ingår i släktet Melanochaetomyia och familjen fritflugor. Inga underarter finns listade i Catalogue of Life.